# Прованські трави

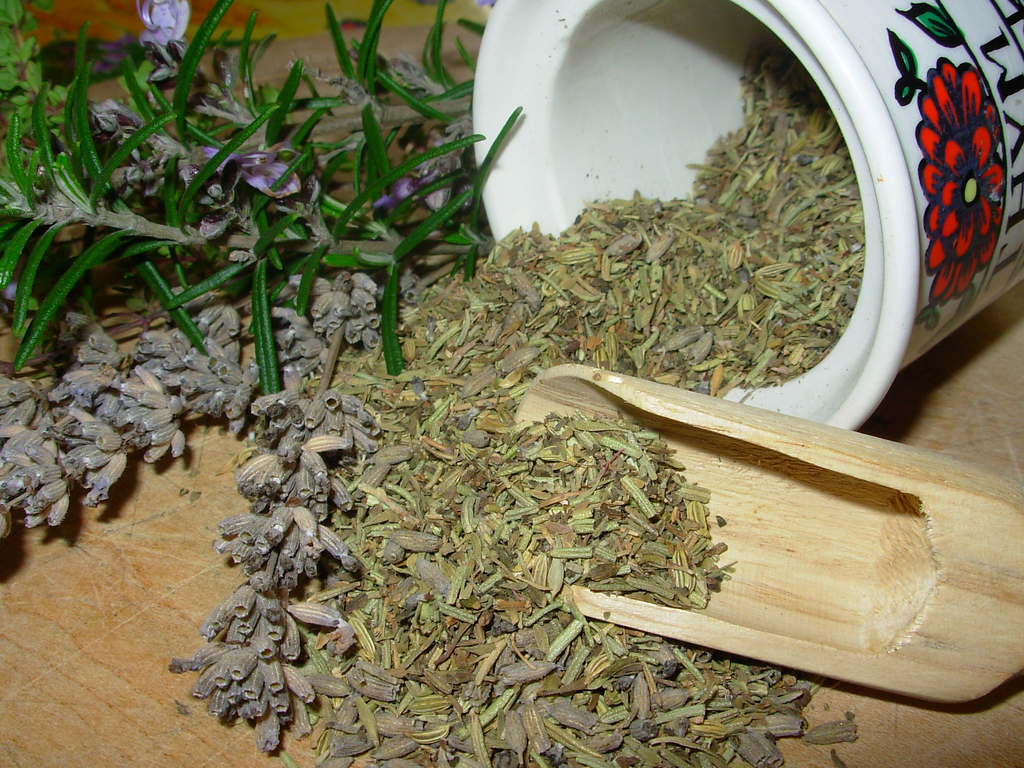
Прованські трави

Прованські трави (фр. Herbes de Provence) — суміш прянощів, яку традиційно використовують у французькій кухні. Ці суміші часто містять чабер, майоран, розмарин, чебрець, орегано та інші трави. У північноамериканських варіантах іноді додають також листя лаванди.

## Історія
Назва суміші пов'язана з назвою регіону у Франції — Прованс, відомого багатством духмяних трав. Особливо вдале їх поєднання дало можливість отримати композицію з неповторним ароматом і численними кулінарними та оздоровчими перевагами. Прованські трави складаються з великої кількості діючих субстанцій: ефірних олій, дубильних речовини та гіркоти. Ці компоненти активізують відчуття нюху і смаку, підсилюють апетит і сприяють полегшенню травлення. Прованськими травами рекомендують зокрема приправляти жирні страви, вони покращують смак мало різноманітних і несмачних страв у дієті без солі. Мають широке застосування як приправа в супи, соуси з зелені, салати, сири і яйця. Необхідні також у приготуванні жаркого, фаршів, страв з гриля, фаршів та страв з риб і птиці.

## Склад
Розмарин, базилік, чебрець, шавлія, м'ята перцева, чабер садовий, материнка і майоран.